# Juraj Čiernik
Juraj Čiernik (* 14. září 1986, Povážská Bystrica) je muzikálový herec a zpěvák, režisér a skladatel.

## Biografie
Pochází z Považské Bystrice na Slovensku, v současné době žije v Bohumíně a působí především v Ostravě. Vystudoval operní zpěv na Konzervatoři Jána Levoslava Belly v Banské Bystrici (2006) a posléze na Fakultě umění Ostravské univerzity pod vedením Klemense Słowioczka (2010).
Od roku 2007 hostuje v souborech opery, muzikálu a činohry Národního divadla moravskoslezského. Jako muzikálový herec působí na scéně Divadla Jiřího Myrona. Hostuje také na pražských scénách Hudebního divadla Karlín, Divadla Kalich, či v Divadle J. K. Tyla v Plzni.
Působí jako pedagog zpěvu a hudebního divadla na Lidové konzervatoři a Múzické škole v Ostravě a na Fakultě umění Ostravské univerzity. Je také zpěvákem a aranžérem vokálního kvintetu 5PAK.

## Významné role
Nejvýznamnější role dle evidence na portále i-divadlo.cz:
- Sean (Fantom Londýna, premiéra 16.5.2013, r. Lumír Olšovský)
- Tygr Šer Chán (Mauglí, premiéra 12.9.2013, r. SKUTR)
- Raymond Asso (Edith a Marlene, premiéra 19.12.2013, r. Janusz Klimsza)
- Kaifáš (Jesus Christ Superstar, premiéra 17.3.2016, r. Jiří Nekvasil)
- Clemens Kuby (L2: Brána života!, premiéra 21.4.2016, r. Jiří Nekvasil)
- Frank Crawley (Rebecca, premiéra 9.3. 2017, r. Gabriela Haukvicová-Petráková)
- Starobyl vznešený (Kočky, premiéra 20.9.2018, r. Gabriela Haukvicová-Petráková)
- Roger (Producenti, premiéra 27.10.2022, r. Gabriela Haukvicová-Petráková)
- Fagin (Oliver!, premiéra 5.10.2023, r. Lumír Olšovský)

## Režijní tvorba
Režíruje v divadlech v Ostravě (Čtyřnotová opera, Dítě a kouzla, Thrill Me (Vzruš mě!), Líp se loučí v neděli, Ludmila!!!, rodinný dýchánek, Sweeney Todd), v Praze (Královna Kapeska) nebo v Plzni (Plzeňský pověsti).

## Autorská tvorba
Spolupracuje s ostravským skladatelem a režisérem Pavlem Helebrandem, věnuje se i vlastní skladatelské činnosti (Červená Karkulka, Perníková chaloupka, Pinocchio, Kniha džunglí).
Jako libretista, skladatel i režisér připravuje spolu s Brigitou Cmuntovou, Janem Vlasem a Ivanem Vankem pro NDM cyklus pohádek s názvem Tajemství bludných balvanů. Zatím byl uveden první díl Pohádka o bídném havíři (2020) a druhý díl O zajíčkovi Zapomníčkovi (2023).